# Lobor
Lobor je vesnice a správní středisko stejnojmenné opčiny v Chorvatsku v Krapinsko-zagorské župě. Nachází se asi 7 km severozápadně od Zlataru a asi 21 km jihovýchodně od Krapiny. V roce 2011 žilo v Loboru 521 obyvatel, v celé opčině pak 3 188 obyvatel.
Do teritoriální reorganizace v roce 2010 byl Lobor součástí opčiny Zlatar Bistrica.
Součástí opčiny je celkem deset trvale obydlených vesnic. Dnešní vesnice Šipki se dříve dělila na vesnice Šipki Donji a Šipki Gornji.
- Cebovec – 49 obyvatel
- Lobor – 521 obyvatel
- Markušbrijeg – 488 obyvatel
- Petrova Gora – 464 obyvatel
- Stari Golubovec – 193 obyvatel
- Šipki – 114 obyvatel
- Velika Petrovagorska – 237 obyvatel
- Vinipotok – 400 obyvatel
- Vojnovec Loborski – 416 obyvatel
- Završje Loborsko – 306 obyvatel

Loborem prochází státní silnice D29 a župní silnice Ž2128. Pramení zde potok Reka, který je pravostranným přítokem řeky Krapiny.